# Formindsket skala
En formindsket skala er bygget op af skiftevis små og store sekund-trin.
Eksempelvis begynder en c-formindsket skala på et c og går derpå en lille sekund op på et cis (c#) og så en stor sekund op på dis (d#). Skiftet mellem små og store sekund-trin fortsætter, til skalaen ender på oktaven c.
c-formindsket skala 1: c c# d# e f# g a b♭ c
Man kan også vende skalaen om, så den begynder med et lille sekund-trin op, så et stort, osv.:
c-formindsket skala 2: c d d# f f# g# a b c
Skalaen bruges meget til formindskede akkorder, men man kan også lægge andre akkorden i den, f.eks. dur- og mol-akkorder.